# Finn E. Kydland

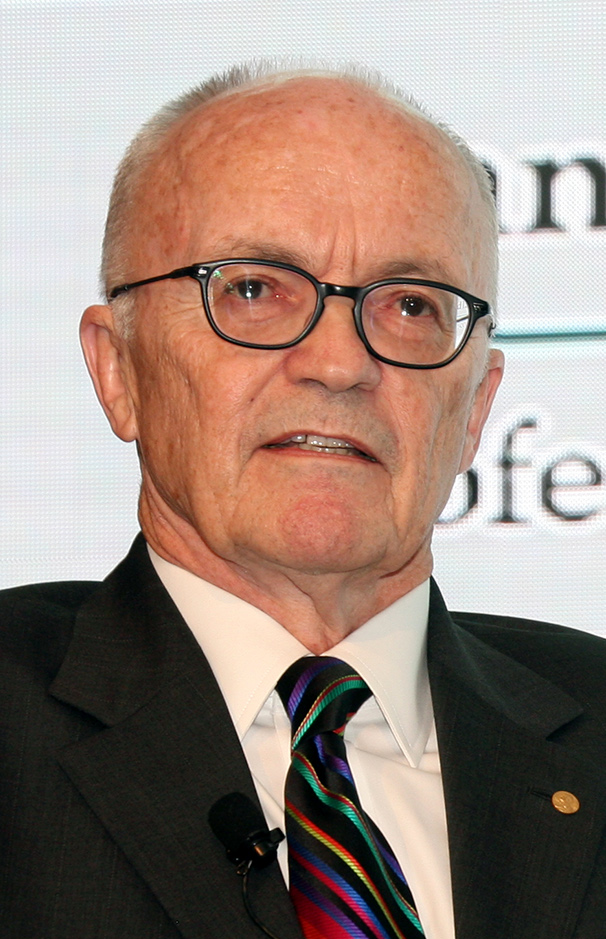
Finn E. Kydland (2015)

Finn Erling Kydland (* 1. Dezember 1943 in Ålgård bei Stavanger) ist ein norwegischer Ökonom. Zusammen mit Edward C. Prescott erhielt er 2004 für seine Beiträge zur dynamischen Makroökonomie den Nobelpreis für Wirtschaftswissenschaften.

## Leben
Kydland wuchs als ältestes von sechs Geschwistern auf dem elterlichen Hof in Søyland, Gjesdal, in der Region Jæren im südwestlichen Norwegen auf. Er erhielt seine Promotion in Ökonomie 1973 von der Carnegie Mellon University. Von jeher arbeitete Kydland mit Edward C. Prescott zusammen. Kydland und Prescott untersuchten, warum sich Wirtschaft nicht gleichmäßig entwickelt, sondern Phasen des Aufschwungs immer wieder von Phasen der Rezession abgelöst werden. Im Kern kommen sie zu dem Resultat, dass die Verantwortung dafür in der schubweisen Entwicklung von neuen Technologien liegt. Dadurch werden Preise, Produktivität und Löhne verändert und so Konjunkturzyklen ausgelöst. Ein weiteres Untersuchungsgebiet betrifft den Einfluss von Geld- und Wirtschaftspolitik auf diese Zyklen. Hier kommen sie zu dem Schluss: „Je glaubwürdiger Politik und Nationalbank wirken, um so stabiler ist der jeweilige Konjunkturverlauf.“ Das Komitee betonte, dass auch die wesentliche Bedeutung der Ergebnisse auf die Praxis vieler Länder bezüglich Geld- und Wirtschaftspolitik einen Ausschlag für die Zuerkennung des Preises hatte.
Kydland ist Professor für Wirtschaftswissenschaften an der Tepper School of Business der Carnegie Mellon University und an der University of California, Santa Barbara. Er ist auch Professor an der Norwegischen Handelshochschule Bergen.